# Гайленд-Медоус (Нью-Мексико)
Гайленд-Медоус (англ. Highland Meadows) — переписна місцевість (CDP) в США, в окрузі Валенсія штату Нью-Мексико. Населення — 568 осіб (2020).

## Географія
Гайленд-Медоус розташований за координатами 34°56′23″ пн. ш. 107°10′0″ зх. д. / 34.93972° пн. ш. 107.16667° зх. д. (34.939645, -107.166562).  За даними Бюро перепису населення США в 2010 році переписна місцевість мала площу 18,17 км², з яких 18,16 км² — суходіл та 0,00 км² — водойми.

## Демографія
Згідно з переписом 2010 року, у переписній місцевості мешкали 624 особи в 224 домогосподарствах у складі 157 родин. Густота населення становила 34 особи/км².  Було 305 помешкань (17/км²).
Расовий склад населення:
| - 45,7 % — білих - 15,7 % — корінних американців - 2,4 % — чорних або афроамериканців - 0,6 % — азіатів - 32,9 % — осіб інших рас |

До двох чи більше рас належало 2,7 %. Частка іспаномовних становила 50,3 % від усіх жителів.
За віковим діапазоном населення розподілялося таким чином: 27,2 % — особи молодші 18 років, 64,6 % — особи у віці 18—64 років, 8,2 % — особи у віці 65 років та старші. Медіана віку мешканця становила 38,8 року. На 100 осіб жіночої статі у переписній місцевості припадало 105,9 чоловіків;  на 100 жінок у віці від 18 років та старших — 110,2 чоловіків також старших 18 років.
Середній дохід на одне домашнє господарство  становив 30 213 долари США (медіана — 23 779), а середній дохід на одну сім'ю — 43 887 доларів (медіана — 37 083). За межею бідності перебувало 25,3 % осіб, у тому числі 12,0 % дітей у віці до 18 років та 35,7 % осіб у віці 65 років та старших.
Цивільне працевлаштоване населення становило 228 осіб. Основні галузі зайнятості: освіта, охорона здоров'я та соціальна допомога — 22,4 %, мистецтво, розваги та відпочинок — 21,1 %, науковці, спеціалісти, менеджери — 15,8 %, будівництво — 15,8 %.